# Chen Zhu
Chen Zhu (en chino simplificado, 陈竺; pinyin, Chén Zhú; 17 de agosto de 1953 (71 años) es un hematólogo, biólogo molecular, y político chino. Es presidente del Partido Democrático de Campesinos y Trabajadores de China, y uno de los vicepresidentes del Comité Permanente de la Asamblea Popular Nacional, y presidente of the Sociedad Cruz Roja de China. Anteriormente se desempeñó como Ministro de Salud de la RPCh. Chen también tiene una cátedra en la Escuela de Medicina de Universidad de Shanghái Jiao Tong.

## Biografía
Chen es aborigen de Shanghái, y su ciudad natal ancestral es Zhenjiang, provincia de Jiangsu.
En septiembre de 1981, Chen obtuvo su maestría por la Universidad Segunda de Ciencias Médicas de Shanghái (hoy la Facultad de medicina de la Universidad de Shanghái Jiao Tong). Y, obtuvo su Ph.D. por la Universidad de París VII Denis Diderot en París, Francia. Chen, posteriormnete completó su residencia médica y estudios posdoctorales en la misma Universidad y su Hospital Escuela.
Chen es expresidente del Instituto de Hematología de Shanghái; y, ex director general del Centro del Genoma Humano de China (sur) en Shanghái.

## Honores y premios

### Membresías
Chen es Académico de Academia China de las Ciencias, asociado extranjero de la Academia Nacional de Ciencias de Estados Unidos, miembro extranjero de la Academia de Medicina de EE. UU., miembro extranjero de la Academia de Ciencias de Francia, miembro de la Academia Mundial de Ciencias (TWAS). Chen es también miembro de la Academia Europea de Artes, Ciencias y Humanidades. Y, en 2008, fue elegido miembro honorario de la Academia de Ciencias Médicas del Reino Unido.
Chen recibió el "Premio Estatal de Ciencia y Tecnología" otorgado por el gobierno chino; y, el "Prix de l'Qise" de "La Liga Nacional contra el Cáncer" de Francia (primer ganador no francés).
En 2002, recibió la Legión de Honor del gobierno francés. En 2005, fue nombrado doctor honorario de ciencia por la Universidad de Hong Kong.
En 2010, Chen fue galardonado con un grado honorario (Doctor de la Universidad) por la Universidad de York, RU, en una ceremonia en Pekín.
En 2012, Chen fue premiado en el 7º Premio Anual Szent-Györgyi para el progreso en la investigación del cáncer por el Fundación Nacional para la Investigación del Cáncer. Y, en 2013, fue elegido miembro de la Royal Society.

## Familia
El padre de Chen Zhu, Chen Jialun (陈家伦) y su madre Xu Manyin (许曼音) son ambos prominentes doctores y profesores médicos en Shanghái. Es el mayor de tres hijos. Su hermano más joven, Chen Zhen (1955–2000), fue un reconocido artista global, asentado en Francia. Y, tiene una hermana llamada Chen Jian (陈简). La esposa de Chen Zhu, Chen Saijuan es también una muy conocida hematóloga, y académica de la Academia China de Ingeniería. La pareja tiene un hijo, estudiante de medicina. Tanto Chen como su esposa estudiaron con el profesor Wang Zhenyi.